# Gare de Koutchourhan
La gare de Koutchourhan (ukrainien : Кучурган (станція)) est une gare ferroviaire ukrainienne située dans l'oblast d'Odessa.

## Histoire
En 1925 et jusqu'en 1940, la gare faisait partie de la Moldavie avant à cette date de revenir dans l'oblast d'Odessa. La ligne fut électrifiée en 1991. La gare fonctionne avec le poste frontière éponyme avec la Moldavie. Les trains longue distance Chisineau-Moscou et Chisineau-Odessa s'y arrêtent.

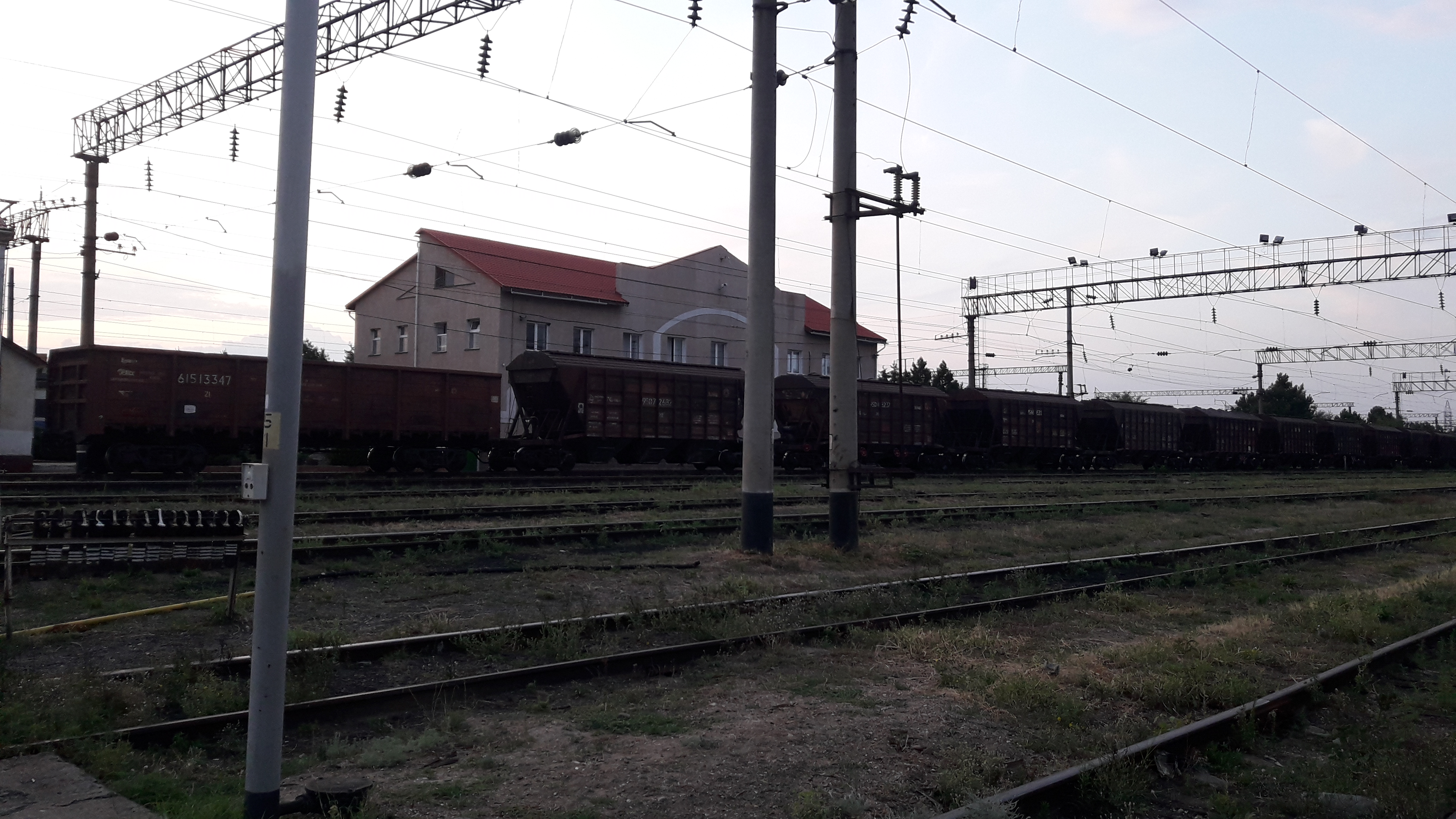
Les voies.